# Rowlf
Rowlf ist ein Muppet. Die Hunde-Puppe ist die älteste Figur aus dem Muppet-Universum. Sie feierte ihr Debüt bereits 1962, fast 15 Jahre bevor Die Muppet Show entstand. Rowlf trat als Sidekick in der Jimmy Dean Show auf, die von 1963 bis 1966 von ABC ausgestrahlt wurde. Rowlf trat dort in einem sieben- bis achtminütigen Abschnitt auf, in dem er sich mit Jimmy Dean über Themen von aktueller Politik bis zu Medizin und Wissenschaft unterhielt. Rowlf versuchte dabei, Jimmy Dean mit scheinbar überraschenden Bemerkungen auszustechen. Zeitweise sang Rowlf auch. Im Verlauf der Jimmy Dean Show wurde Rowlf so populär, dass er am Ende ihrer Sendezeit mehr Fanpost erhielt als Jimmy Dean selbst. In der Muppet Show selbst ist Rowlf eine wichtige Nebenfigur, die vor allem Auftritte am Klavier hat und nur selten in das Chaos der übrigen Show hineingezogen wird.
Rowlf war die erste Puppe, die Don Sahlin für Jim Henson anfertigte. Es war damit die erste Puppe der Muppets, bei der Sahlin besonderen Wert auf Position und Aussehen der Augen legte. Der stets überrascht wirkende Gesichtsausdruck von Rowlf wurde von Sahlin geprägt. Ursprünglich wurde Rowlf als Werbefigur für Purina Dog Chow erfunden.
Rowlf ist eine sogenannte Living-Hand-Puppe. Das bedeutet, dass sie zwei funktionsfähige Hände hat und deshalb auch von zwei Puppenspielern gespielt werden muss. Im Normalfall spielte Jim Henson den Kopf und die rechte Hand, während ein zweiter Puppenspieler – meist Frank Oz – die linke Hand spielte. In Szenen, in denen Rowlf Klavier spielte, spielte Henson den Kopf, während ein zweiter Puppenspieler beide Hände bediente.
1993 erschien eine Platte unter dem Namen von „Rowlf the Dog“. Das Album Ol’ Brown Ears Is Back brachte vor allem Songs aus der Muppetshow. Gesungen waren diese von Jim Henson.